# Макэндрю, Нелл
Тре́йси Джейн «Нелл» Макэндрю (англ. Tracey Jane «Nell» McAndrew; 6 ноября 1973, Бель-Айл, Лидс, Уэст-Йоркшир, Англия, Великобритания) — английская фотомодель и атлетка.

## Биография
Трейси Джейн Макэндрю (настоящее имя Нелл Макэндрю) родилась 6 ноября 1973 года в Бель-Айл, Лидс, графство Уэст-Йоркшир, Англия, Великобритания) в семье Теда МакЭндрю. У неё есть старшая сестра и два младших брата.
После окончания средней школы она недолгое время работала банковским клерком в «Yorkshire Bank».

## Карьера
Взяв псевдоним Нелл Макэндрю, она подписала свой первый контракт с модельным агентством по предложению её парикмахера. В Великобритании Нелл появилась в «Daily Star» в качестве девушки «Page Three», это была её роль в качестве модель Лары Крофт для видеоигры «Tomb Raider» в период между 1998 и 1999, которая принесла ей внимание общественности.
С 2004 года Нелл участвует в марафонах и её личный рекорд 2:54:39.

## Личная жизнь
С 25 ноября 2004 года Нелл замужем за застройщиком Полом Хардкаслом. У супругов есть двое детей — сын Девон Хардкасл (род.24.08.2006) и дочь Аня Хардкасл (род.21.03.2013).